# Mondaro
Mondaro è una frazione del comune di Pezzaze, in provincia di Brescia.

## Storia
Nel 1537 il Comune di Pezzaze sostiene alcune spese in far coprire la Torre, ossia per la copertura della torre medioevale, ed in fabbricare di nuovo il Molino di Mondaro. 

## Monumenti e luoghi di interesse
- Torre. Di probabile origini e fondazione romane. La torre dovrebbe risalire invece al XII-XIII secolo.[2] Fece parte del sistema difensivo degli Avogadro.